# خانه‌های بریم شماره ۲۲۶
خانه‌های بریم شماره ۲۲۶ مربوط به دوره پهلوی دوم است و در آبادان، منطقه مسکونی بریم، پلاک ۲۲۶ واقع شده و این اثر در تاریخ ۱۲ شهریور ۱۳۸۶ با شمارهٔ ثبت ۱۹۴۶۱ به‌عنوان یکی از آثار ملی ایران به ثبت رسیده است.